# 후리크
형사 이야기 또는 후리크(Cop Story, Flic Story)는 이탈리아에서 제작된 쟈끄 드레이 감독의 1975년 영화이다. 알랭 들롱 등이 주연으로 출연하였고 알랭 들롱 등이 제작에 참여하였다.

## 출연

### 주연
- 알랭 들롱
- 장-루이 트린티냥

### 조연
- 레나토 살바토리
- 클라우디안 아우거
- 모리스 비로드
- 안드레 푸스
- 폴 크로슈
- 앙리 가벳
- 모리스 베리어
- 아돌포 라스트레티
- 지암피에로 알베르티니
- 프레더릭 메이닌거
- 자크 마린
- 크리스틴 보이슨
- 마리오 데이빗
- 마코 페린

## 제작진
- 미술: 데오발드 모리스